# Хосе Ортіс Берналь
Хосе Ортіс Берналь (ісп. José Ortiz Bernal, нар. 4 серпня 1977, Альмерія) — іспанський футболіст, що грав на позиції півзахисника за «Альмерію».

## Ігрова кар'єра
Народився 4 серпня 1977 року в Альмерії. Вихованець футбольної школи «Рокетас», а в дорослому футболі дебютував 1997 року виступами за головну команду «Альмерії» в Сегунді Б, третьому іспанському дивізіоні. 
1999 року команда вибула до четвертого дивізіону і сезон 1999/2000 молодий півзахисник провів в оренді у команді «Равенна» з італійської Серії B.
Повернувся 2000 року до «Альмерії», яка знову грали в Сегунді Б, а із сезону 2001/02 отримав постійне місце у її основному складі. За результатами того сезону «Альмерія» підвищилася в класі до Сегунди, де Ортіс відіграв наступні п'ять сезонів як ключовий гравець середини поля. Допоміг команді 2007 року пробитися до елітного іспанського дивізіону і протягом 2007–2011 років грав у Ла-Лізі, дедалі частіше програючи конкуренцію в основі молодшим партнерам по команді. Завершив ігрову кар'єру після сезону 2011/12, який «Альмерія» знову проводила у другому дивізіоні. Загалом відіграв за команду з рідного міста по чотири сезони у першому і третьому іспанських дивізіонах, а також шість сезонів у Сегунді, взявши участь у 311 іграх чемпіонату.